# Salomão Sales Couto
Salomão Sales Couto, mais conhecido simplesmente como Salomão (Pocinhos, 3 de outubro de 1942 — Recife, 4 de maio de 2023) foi um médico e futebolista brasileiro que atuava como médio volante.
Salomão integra o time dos sonhos do Náutico de todos os tempos, formado de numa enquete realizada pelo Jornal do Commercio em 2001. Em 2014, foi incluído na Seleção Alvirrubra do Náutico de todos os tempos.

## Carreira
Natural de Pocinhos, se mudou com a família pra Campina Grande, onde começou a estudar o segundo grau no colégio estadual e jogar no time amador Central. Ao se destacar no futebol amador, foi levado ao Campinense e pode deixar seu trabalho no curtume, aonde era responsável pela triagem da qualidade dos couros.
Pelo Campinense foi Bicampeão Paraibano em 1961 e 1962.
Foi procurado pelo Náutico, onde assinou seu primeiro contrato profissional e chegou um pouco antes de ter início o Pernambucano de 1962. Sua primeira partida com a camisa do clube foi em um amistoso antes de começar o campeonato, contra o Paulistano de Campina Grande.
Na final do zonal do Norte Nordeste da Taça Brasil de 1964, sofreu uma grave contusão num jogo contra o Ceará, após uma entrada dura do zagueiro Mauro, onde perdeu parte do rim direito, quando, num lance ríspido, caiu com a mão apoiada que fez uma ruptura e o começo de uma hemorragia interna, onde teve uma anoxia cerebral. Ficou sem jogar por uns tempos e voltaria ao time somente em jogos amistosos no ano seguinte.
Em maio de 1965, seu passe foi cedido ao Santos, onde atuou no time de Pelé. Zito achava que Salomão seria seu substituto ideal.
Depois de dois anos no Santos, Salomão se transferiu para o Vasco da Gama, comprado por 80 milhões de cruzeiros.
Em outubro de 1967, retornou para o Náutico e pra os estudos de Medicina, onde havia passado no vestibular no ano de 1964. Vestiu a camisa do Náutico por 108 vezes em sua primeira passagem pelo clube, dezessete da segunda vez, totalizando 125 partidas disputadas pelo clube.
No final de 1972, se formou em Medicina. Salomão especializou-se em neurologia. Depois da Faculdade, foi fazer uma especialização em Paris na França, com bolsa do governo Frances.
Ao lado do também ex-jogador Ivan Brondi, presente nos seis títulos do hexa, foi um dos pioneiros na implantação do centro de treinamento do clube, no bairro da Guabiraba.
Salomão faleceu de causas naturais em 4 de maio de 2023.

### Títulos
Campinense
- Campeonato Paraibano[9]: 1961 e 1962

Náutico
- Campeonato Pernambucano: 1963[9], 1964[15] e 1965[13][20][10]

Santos
- Campeonato Paulista: 1965